# Blyoxider
Blyoxider är kemiska föreningar av bly och syre i flera former.

## Blyoxidul, blysuboxid (Pb2O)
Bildas under inverkan av luftens syre som ett grått, med tiden allt mörkare överdrag på blankt bly.

## Blymonoxid (PbO)

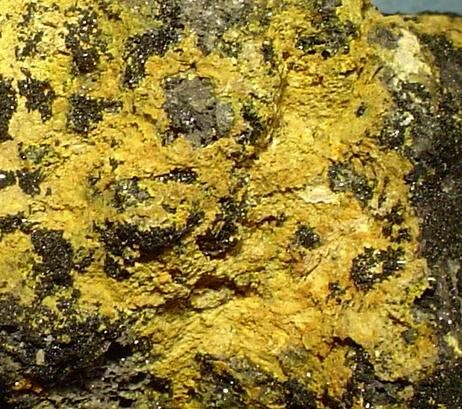
Massicotit

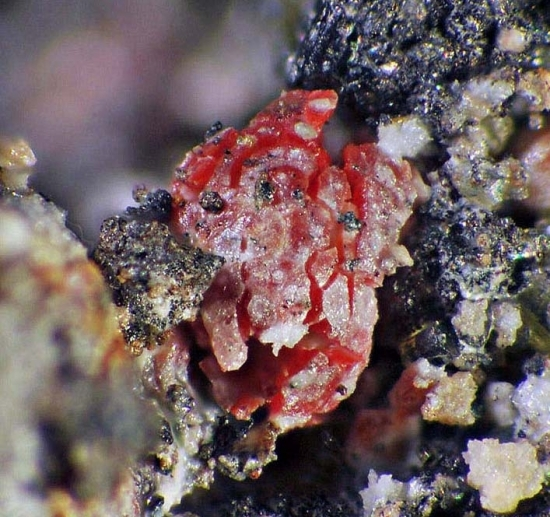
Lithargit

Blymonoxid förekommer naturligt som mineralerna massicotit, vilket har ortorombisk kristallstruktur och ofta är gult till orange, och som lithargit, vilket har tetragonal struktur och brukar ha orange till röd färg.

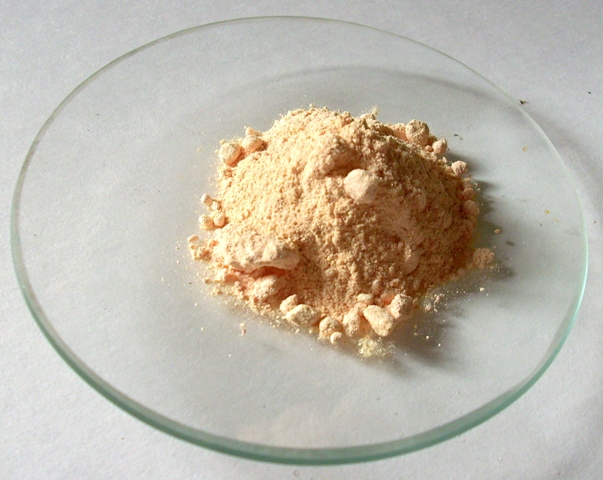
Blyglete

Blymonoxid bildas som en hinna på upphettat bly i kontakt med luftens syre; vid lätt uppvärmning bildas främst massicotit och en kraftigare upphettning ger litharghit. Om man hettar upp lithargit över 550±25 °C utan syre sker en omvandling till massicotit, men om upphettningen sker med lufttillgång bildas blymönja (Pb3O4) som vid fortsatt temperaturökning återgår till lithargit.
Blymonoxid har smältpunkten 888 °C. Hårdheten enligt Mohs-skalan är 2, densitet 9 600…9 700 kg/m3. Finns som mineralet lithargit i Sverige i Långban (norr Filipstad), Garpenberg och Sala silvergruva.
- CAS-nummer = 1317-36-8

### Användning
Framställd som produkt för användning, kallas blyoxid ofta blyglete eller bara glete. Tidigare användes det ofta inom måleri (se nedan). Det används bland annat för att framställa andra blyföreningar, som blymönja, blyperoxid, blysocker, blyättika, blyvitt med mera och för framställning av blykristall, flintglas, konstgjorda smyckesstenar, emalj och fernissor.

#### Pigment och sickativ
Blyglete, blyoxid, har tidigare använts som pigment eller, i oljefärg, som sickativ för att förkorta oljans torktid (oxidering). Det har dock dålig beständighet och blev i stort sett ersatt av bättre alternativ under 1800-talet. En orangegul variant kallas litharge, eller guldglete och kan framställas genom att skrapa av den hinna som bildas på smält bly i kontakt med luftens syre. Den har även varierande mängd blymönja (blyrött) (Pb3O4) i sig. En gul variant är massicot, eller silverglete, som bland annat kan framställas genom rostning av blyvitt (Pb3(CO3)2(OH)2) vid 300°C. Massicot som upphettas till över 488,5°C, med lufttillgång, omvandlas till litharge.

## Blydioxid (PbO2)

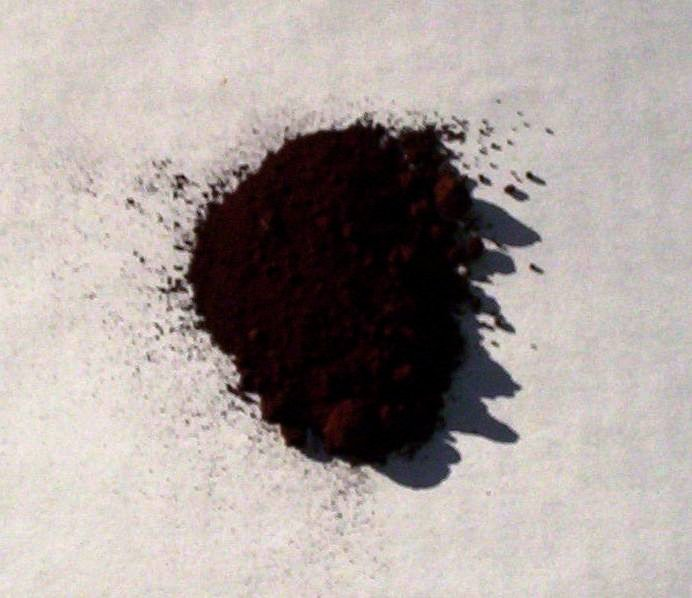

Blydioxid, tidigare även kallad blysuperoxid, är brunsvart och instabil. Vid temperatur över 290 °C spjälkas den till blymonooxid och syre.
Blydioxid framställs dels genom oxidation av blyoxider eller blysalter med kraftiga oxidationsmedel, dels genom elektrolys av blynitrat och bildar ett mörkbrunt pulver. 
- CAS-nummer = 1309-60-0.

## Blytetroxid (Pb3O4)

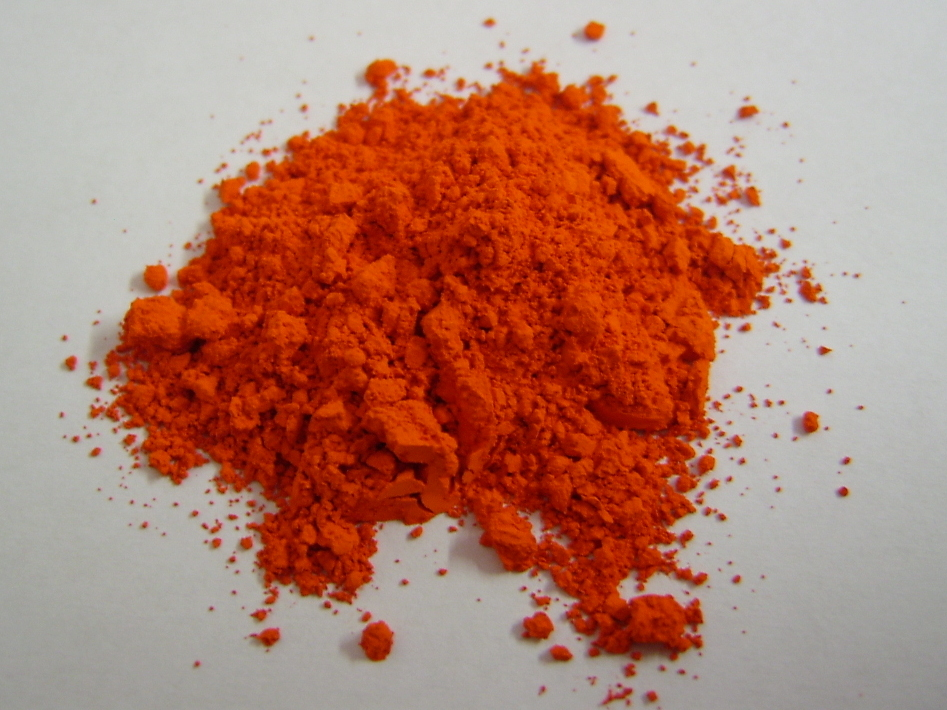
Mönja

Ett komplex av 2-värt och 4-värt bly, Pb3O4 = 2Pb+2O · Pb+4O2, kallas mönja. Mönjans färg är orangeröd med tetragonal kristallstruktur. Somliga mineralprov fluorescerar i UV-ljus.
Orangemönja är antingen en mycket ren blytetroxid eller ordinär mönja förorenad med blykarbonat (PbCO3).
Hårdheten enligt Mohs-skalan är 2,5…3, densitet 8 900…9 200 kg/m3
- CAS-nummer = 1314-41-6

## Användningsområden
- Kristallglas, blyglas. Detta är starkare ljusbrytande än det vanliga sodaglaset och är därför omtyckt för konstföremål i glas.

- Glasyr på keramiska föremål. Denna glasyr är mer lättsmält än annan glasyr, varför den har använts flitigt i hobbysammanhang. Föremål med blyglasyr får inte användas i kontakt med livsmedel p.g.a. blyets giftighet. Det är särskilt olämpligt i sur miljö, t.ex. maträtter med ättika (salladdressing, ketchup).

- Blydioxid ingår som en viktig del i blyackumulator-processen och är en beståndsdel i tändsatsen på tändstickor. Används även som kraftigt oxidationsmedel i fyrverkerier.

- Blyoxider kan användas som strålskydd för gammastrålning och röntgenstrålning.

- Mönja används som målarfärg med linolja som bindemedel; utomordentligt som rostskydd på järnföremål. Mönja är emellertid ganska mjuk, varför rostskyddsmålningen måste kompletteras med en mer motståndskraftig täckfärg, som då kan ges önskad kulör.
Mönjefärg är mycket tungstruken, vilket lett till att en del mindre seriösa målare "smygförtunnat" mönjefärgen. Förfarandet försämrar i hög grad den rostskyddande förmågan och leder därför till sanktioner, när fusket upptäcks. Mönja är emellertid betänkligt ur hälsosynpunkt, varför användningen av mönja som rostskyddsmedel har minskat i takt med att ersättningsmedel har kommit fram. Ersättningsmedlen har dock ännu så länge haft svårt att uppnå mönjans rostskyddsförmåga.

- Blyoxid av oklar variant har under namn oxidum plumbicum och plumbi oxidum förekommit i plåster.
- Blyglete (blymonoxid) användes tidigare som torkmedel i linoljefärg, och blyoxider har också använts som gula pigment. De är dock både obeständiga och giftiga och ersattes under 1800-talet av andra gula pigment. [9]

## Etymologi
Blyoxiden bröts först i trakten av floden Miño i nordvästra Spanien, vilket givit upphov till namnet minium på blyoxidmineralet. I några få fall har minium kommit att användas som beteckning för cinnober, som emellertid är en helt annan mineral (kvicksilversulfid)  Mönja användes under medeltiden flitigt som färg vid gamla handskrifter för försköning av bokstäver (anfanger), ramar kring texten och förstärkning av konturer på små illustrationer o.s.v.. Därav det latinska ordet minium som beteckning på något litet, och illustratörernas arbeten blev miniatyrmåleri på svenska med liknande ord på många nu levande europeiska språk. Latinets minium blev Mannige på lågtyska, och därifrån är steget inte långt till fornsvenska menia, som med tiden utvecklats till dagens mönja. 